# 福萨尔托
福萨尔托（義大利語：Fossalto），是意大利坎波巴索省的一个市镇。总面积28平方公里，人口1558人，人口密度55.6人/平方公里（2009年）。ISTAT代码为070024。